# El Juncal, Campeche
El Juncal är en ort i Mexiko.   Den ligger i kommunen Palizada och delstaten Campeche, i den sydöstra delen av landet, 800 km öster om huvudstaden Mexico City. El Juncal ligger 6 meter över havet och antalet invånare är 394.
Terrängen runt El Juncal är mycket platt. Runt El Juncal är det glesbefolkat, med 8 invånare per kvadratkilometer. Närmaste större samhälle är Playa Larga, 13,1 km sydost om El Juncal. Omgivningarna runt El Juncal är en mosaik av jordbruksmark och naturlig växtlighet.